# Vettori orbitali di stato
In meccanica celeste o in astrodinamica i vettori orbitali di stato (chiamati anche semplicemente vettori di stato)  sono il vettore di posizione {\displaystyle \mathbf {r} } e il vettore di velocità {\displaystyle \mathbf {v} } rispetto ad un sistema di riferimento inerziale, che ha origine nel centro di massa dell'attrattore. I due vettori, con le loro tre componenti ciascuno, sono in grado di descrivere compiutamente il moto di un corpo attorno ad un attrattore, sotto le ipotesi standard di problema dei due corpi puntiformi (corpo orbitante e attrattore) che seguono la legge di gravitazione universale.
Il vettore posizione è:
{\displaystyle \mathbf {r} =r_{x}{\hat {\mathbf {i} }}+r_{y}{\hat {\mathbf {j} }}+r_{z}{\hat {\mathbf {k} }}}
Il vettore velocità è:
{\displaystyle \mathbf {v} =v_{x}{\hat {\mathbf {i} }}+v_{y}{\hat {\mathbf {j} }}+v_{z}{\hat {\mathbf {k} }}}
dove :{\displaystyle {\hat {\mathbf {i} }}} , {\displaystyle {\hat {\mathbf {j} }}} , {\displaystyle {\hat {\mathbf {k} }}} sono i versori di sostegno del sistema di riferimento cartesiano inerziale.
Il vettore velocità appartiene al piano orbitale, ed è sempre tangente alla traiettoria.
{\displaystyle \mathbf {v} =v{\hat {\mathbf {u} }}_{t}}
dove {\displaystyle {\hat {\mathbf {u} }}_{t}} è il versore tangente alla traiettoria in un determinato istante di tempo.

## Il sistema di riferimento di r e v
Il sistema di riferimento è cartesiano, in quanto i tre versori di sostegno sono mutuamente ortogonali e formano una terna destra. In particolare nel caso di un sistema geocentrico:
- :{\displaystyle {\hat {\mathbf {I} }}} è diretto equiverso secondo la direzione del punto d'Ariete;
- :{\displaystyle {\hat {\mathbf {K} }}} è diretto equiverso secondo la direzione della velocità di rotazione terrestre;
- :{\displaystyle {\hat {\mathbf {J} }}} è disposto in modo da rispettare una terna destrorsa.

Il sistema è considerato inerziale poiché, sebbene la direzione del Punto d'Ariete cambi nel tempo con il fenomeno di Precessione degli equinozi, questa variazione non si considera apprezzabile in riferimento alla vita del satellite.

## I vettori orbitali di stato come descrizione di un'orbita
La descrizione di un'orbita kepleriana senza perturbazioni può avvenire in tre modi:
- Attraverso l'individuazione delle costanti del moto, che sono il momento angolare orbitale specifico, l'energia orbitale specifica ed il vettore eccentricità;
- Attraverso i sei parametri orbitali kepleriani, quali inclinazione, semiasse maggiore, anomalia vera o media, modulo dell'eccentrcità, anomalia del pericentro e ascensione o longitudine del nodo ascendente;
- Attraverso i due vettori di stato {\displaystyle \mathbf {r} } e {\displaystyle \mathbf {v} }.

Ognuno di questi tre metodi fornisce le sei informazioni scalari che permettono di conoscere il moto di un satellite o di una sonda.